# Schlacht bei Flarchheim
Die Schlacht bei Flarchheim war das zweite militärische Aufeinandertreffen in der Auseinandersetzung zwischen König Heinrich IV. einerseits und dem Gegenkönig Rudolf von Rheinfelden andererseits am Montag, den 27. Januar 1080, unweit des Orts Flarchheim südlich von Mühlhausen, Thüringen.

## Vorgeschichte
Im Februar 1076 hatte Papst Gregor VII. den Kirchenbann über Heinrich IV. ausgesprochen, dem auf der Fürstenversammlung zu Trebur im Oktober der Beschluss folgte, dass der König abgesetzt sei, wenn er diesen Bann nicht innerhalb eines Jahres löse. Der Gang nach Canossa im Januar 1077 brachte die Aufhebung des Bannes, hielt aber Heinrichs Gegner nicht davon ab, am 15. März Rudolf von Rheinfelden zum Gegenkönig zu wählen und ihn am 26. März auch salben zu lassen. Im Juni belegte Heinrich seinen Gegner mit der Reichsacht und begann, gegen ihn zu Felde zu ziehen. Nach der vorangegangenen Schlacht bei Mellrichstadt am 7. August 1078 trafen die Gegner bei Flarchheim erneut aufeinander.

## Der Verlauf der Schlacht
König Heinrich IV. hatte die strategische Offensive gegen Rudolf ergriffen und marschierte mit seinen Streitkräften von Süddeutschland her Richtung Sachsen. Rudolf zog ihm entgegen und stellte sich am 27. Januar 1080 in Thüringen zum Kampf. Die Heere beider Parteien bestanden nur aus Rittern, auf Heinrichs Seite soll nach dem Bericht des Mönches Berthold von Reichenau ein böhmisches Heer des Herzogs Vratislav mit einer Stärke von 3.255 Mann gestanden haben. 
Rudolf postierte seine Streitkräfte auf einem Hügel hinter einem Bach. Seine Absicht war es, Heinrichs Heer zu attackieren, sobald es den Bach überschritten hätte und dann, in Unordnung geraten, den Hügel emporsteigen würde. Heinrich IV. erkannte diese Absicht und umging die Stellungen Rudolfs. Nach drei Uhr nachmittags soll die eigentliche Schlacht begonnen haben. Ein heftiger Schneesturm und große Kälte haben den Kämpfenden schwer zugesetzt, so dass sich das Gefecht in massenhafte Einzelkämpfe der Ritter auflöste, bis der Einbruch der Nacht die Kämpfenden trennte. Eine eigentliche taktische Entscheidung fiel nicht. Rudolf beanspruchte den Sieg für sich, da er sich bis Mitternacht auf dem Schlachtfeld aufhielt und Heinrich am nächsten Morgen abzog. Während das böhmische Heer fast aufgerieben worden sein soll, hatte Rudolfs Seite angeblich nur 38 Tote, darunter zwei Edle, zu beklagen. Dieser glimpfliche Ausgang war auch der Teilnahme Ottos von Northeim zu verdanken.
Allerdings erbeutete der auf Seiten Heinrichs kämpfende Herzog Vratislav die goldene Königslanze Rudolfs, was den Schlachterfolg für Rudolf moralisch entwertete.

## Die weiteren Ereignisse
Im Oktober 1080 lieferten sich die beiden Kontrahenten dann die dritte und entscheidende Schlacht bei Hohenmölsen an der Weißen Elster.